# Sanford, Florida
Sanford är en stad (city) i den amerikanska delstaten Florida med en yta av 58,5 km², därav 9 km² är vatten, och en folkmängd, som uppgår till 49 124 invånare (2006). Sanford är administrativ huvudort i Seminole County, Florida.

## Kända personer från Sanford
- Jim Courier, tennisspelare